# ستيف بلومر
ستيف بلومر (بالإنجليزية: Steve Bloomer)‏ (20 يناير 1874 في المملكة المتحدة - 16 أبريل 1938 في المملكة المتحدة) هو لاعب كرة قاعدة ومدرب كرة قدم ولاعب كرة قدم بريطاني (وحمل سابقاً جنسية المملكة المتحدة لبريطانيا العظمى وأيرلندا) في مركز الهجوم. شارك مع منتخب إنجلترا لكرة القدم. أما مع النوادي، فقد لعب مع ديربي كاونتي ونادي ميدلزبره وDerby Midland F.C. ‏.

## وصلات خارجية
- ستيف بلومر على موقع قاعدة بيانات كرة القدم.إي يو (الإنجليزية)
- ستيف بلومر على موقع ناشيونال فوتبول تيمز (الإنجليزية)
- ستيف بلومر على موقع عالم كرة القدم.نت (الإنجليزية)